# Gotikens konst
Under gotiken fick konsten betydligt större frihet än under tidigare epoker och när man jämför den med tidigare epokers konst får man gärna intrycket att konsten vid mitten av 1100-talet vaknade upp ur en åtminstone sekellång törnrosasömn. På mycket kort tid blev konsten mer realistisk och tredimensionell än den varit på mycket länge. Den snabba utvecklingen som då tog fart hade varit omöjlig utan byggandet av katedralerna. Med de ambitiösa katedralbyggena kom allt fler konstnärer och hantverkare att engageras i produktionen av konst. Genom det ömsesidiga utbytet av idéer mellan byggnadshyttorna påskyndades också utvecklingen - nya stilvariationer och tekniska bedrifter vid ett katedralbygge spred sig snabbt till angränsande byggnadshyttor.

## Skulptur
Den gotiska skulpturen fick sin egenart genom att underställa sig arkitekturen och var, åtminstone inledningsvis före 1100, strängt bunden av dess geometriska grundformer. Denna underordning kan sägas motverkas av skulpturens omfattning: Den gotiska katedralen formligen kryllade av statyer av apostlar, profeter och helgon; reliefer med motiv ur berättelserna i Bibeln; och grotesker i form av drakar och demoner som tjänstgjorde som vattenkastare, kragstenar och kapitäl. Skulpturen verkade mellan sina teologiska uppgifter i kyrkans tjänst och en vilja hos skulptörerna och beställarna att åstadkomma en naturalisktisk konst.

### Frankrike

#### Unggotiken
I byggnadshyttan i Chartres kring 1100-talets mitt togs de första stegen mot en ökad naturalism i konsten. Med den alltmer plastiska och genombrutna arkitekturen blev den romanska konstens reliefartade skulpturer till slut otillräckliga. Gestalterna i kyrkan förblev under hela gotiken bundna vid väggen. De höggs fortfarande ur samma stenblock som de kolonner de var bundna till och ger ett ofta rörliknande intryck - någon rundskulptur producerades inte under gotiken - men vid denna tid kom de att steg för steg bli mer tredimensionella och lösgjorde sig sakterligen från väggen. Gestalternas åtbörder ter sig något ledigare än tidigare, händer och armar börjar lösgöra sig från kropparna och veckbildningen i dräkterna, om än fortfarande underordnad arkitekturen, börjar falla naturligt från till exempel armar och formar sig kring kropparna under dem. Tidigare hade vecken i dräkterna snarare utgjorts av vertikala, abstrakta ornament. Denna nya ledigare stil vid Chartres spred sig snabbt till hyttorna vid katedralerna i Étampes, Bourges och Angers och nådde snart även Skandinavien.
Den utveckling som inletts i Chartres fortsatte i île-de-France där skulpturerna kring Jungfru Maria framstår som mer mänskliga och har gestaltats med starkare psykologisk skärpa än de i Chartres.

#### Höggotiken
Den höggotiska skulpturen håller sig fortfarande inom de dekorationsprogram som fastställts långt innan skulpturerna blivit förverkligade. Gestalternas åtbörder är måttliga, och kompositionen är stillsam och balanserad. Tematiskt återspeglar skulpturerna fortfarande biskopssätenas första biskopar och deras omvändelse av hedningar. 
Skulpturen i katedralen i Amiens decennierna efter 1200 kallas gotikens klassiska period. Här återfinns Le Beau Dieu (Kristus), biskopen Saint-Firmin och La Vierge Dorée (Maria) programenligt i var sin portal fortfarande gestaltade som gudomligheter, men med mänskliga, "höga" känslor som bärande tema.
I katedralen i Reims nådde den gotiska skulpturen sin höjdpunkt kring 1200-talets mitt. Skulptörer arbetade i väsensskilda traditioner sida vid sida. Berömt är Le sourire de Reims - den leende ängeln - och mötet mellan Maria och Elisabet på katedralens fasader. I Reims återfinns draperistilar som ser ut att vara direkta plagiat från den grekiska antiken intill den mer eleganta medeltida stilen. Skulpturerna står i Reims i direkt relation till arkitekturen, men varje gestalt står nu insvept i skulpturala draperingar framför en långsmal kolonnett med baldakinarna högt lyfta ovanför deras huvuden. I.o.m. höggotiken i Reims fann skulpturen en balans mellan naturalism och upphöjdhet som det skulle dröja mycket länge innan Västeuropa fick återse. Det var under denna period som skulpturen fann sitt egenvärde utan att tappa sitt arkitektoniska sammanhang på katedralväggen.

#### Sengotiken
Med tiden kom den naturalistiska tendensen att dominera alltmer, och skulptörer som Claus Sluter och Adam Krafft skapade på 1400-talet skulpturer i en maniererad, expressiv stil med mycket livfulla dräkter. 

### Tyskland
Utanför Frankrike nämns ofta särskilt skulpturerna i domen i Naumburg som den realistiska, gotiska skulpturens mästerverk men även skulpturen i Bamberg och Strassburg. 

### Italien
Italien stod under denna period bitvis under starkt inflytande från den bysantinska konsten och hade redan börjat hitta sin egen väg mot det som kom att bli renässansen. Framstående italienska, gotiska skulptörer var Giovanni och Andrea Pisano.

## Dopfunt
Gotikens mest omtalade dopfunt är den i Notre-Dame i Liège 1107-1118 tillskriven Renier de Huy. Den brukar uppfattas som en manifestation av elfenbenstraditionen från ottonsk och karolingisk tid. Utvändigt bär denna dopfunt en bildfris i hög relief med bl.a. Johannes Döparen i olika bibliska scener.

## Hantverk
Förutom stenskulpturen fanns en tradition även i material som trä i till exempel förgyllda och bemålade altarskåp och brons i klockor, kronor, ljusstakar och dörrar. Dessutom utvecklades en mindre konstindustri kring elfenbensarbeten, emaljerade relikskrin, bildvävnader och exklusivt dekorerade biblar.

## Bildkonst

### Villard de Honnecourt
Villard de Honnecourt

### Måleri
Måleriet i det gotiska kyrkorna fick inte alls samma utrymme som skulpturen då de väggar som återstod mellan bågar, triforier och fönster var belamrade med skulpturer och annan skulptural utsmyckning. Vid altarna fanns dock mycket ikoner med heliga gestalter i klara färger på guldgrund. 
I Italien, där ju gotiken aldrig fick riktigt fotfäste och arkitekturen lämnade tillräckligt utrymme för ett monumentalt måleri, tog vid samma tid Giotto de första stegen bort från den bysantinska hegemonin, men hans konst stod tämligen fri från gotikens konst och brukar räknas till renässansen.

### Glasmåleri
Ju mer väggarna i de gotiska kyrkorummen löstes desto mer minskade freskomåleriet i betydelse, och glasmåleriet tog dess plats. Glasmåleriet hade ursprungligen en viktig pedagogisk funktion i kyrkorummet då de återgav scener ur Bibeln. De har dessutom överlevt i stort antal och i utmärkt skick in i vår tid, då många glasmålningar gått förlorade i moderna krig.
Glasmålningar var dyra att förverkliga och de enorma glasmålningarna i de gotiska kyrkorna skänktes i allmänhet till kyrkan av kungar, adel, enskilda kyrkliga företrädare av rang eller broderskap. De representerar alltså samma kraftsamling från det medeltida samhället som stenstrukturerna gör.
De gotiska fönstren fylldes av medaljonger med bibliska scener. Liksom med innovationerna i den gotiska arkitekturen återfinns de äldsta gotiska glasmålningar i koret i Saint-Denis från 1144 och byggnadshyttan i Chartres blev även inom glasmåleriet stilbildande i början av 1200-talet. Allt eftersom fönstren växte i skala blev färgerna mer mättade och medaljongserierna allt mer svårlästa. Bilderna blev för många och för små för att kunna uppfattas från golvet och i till exempel Sainte-Chapelle från 1240-talet dominerar glaset helt över stenen men glasmålningarna är rent dekorativa mosaiker som fyller kyrkan med blått ljus. Efter denna tid kom glasmålningarna att bli allt mer transparenta och de "klassiska" gotiska glasväggarna övergavs.

### Bokmåleri
Inom bokmåleriet fortlevde dock en tradition som kom att utvecklas till det s.k. nordiska måleriet kring Nederländerna på 1400-talet med ett för samtiden overkligt mått av realism och, i.o.m. oljemåleriet, en färgrikedom och förfining som tidigare varit helt okänd. 

### Muralmålning
Under den tidigaste gotiken avstod man ofta från muralmålningar i kyrkorna, men de återkom snart i ny skepnad. Gotiken fick dock inte så starkt genomslag i söder om Alperna. I de nordligare områdena medförde gotiken från mitten av 1200-talet bland annat ett skifte från al fresco-teknik till al secco. Så bland annat i Danmark och Sverige, där det fortfarande finns en hel del bevarade kyrkomålningar från den här tiden. Jämfört med den föregående romanska stilen, framstår den gotiska som mindre formbunden, bland annat ses lösare kompositioner som breder ut sig över större, vita bakgrunder, det finns mer rörelse, människor är ofta involverade i handlingar och ges ett bildmässigt större djup med skuggningar än tidigare. Naturinslag blir också vanliga. Kyrkomålningarnas innehåll blir mindre bundet till deras placering inom kyrkan och de får större spridning över kyrkorummet. De inbjuder även till visst engagemang från betraktarens sida och till reflektion, med händelser både ur bibeln och ur vardagligt liv.